# Sidragaso
Sidragaso (Sidragasum): Señor del ducado infernal de Lagneia, al mando de 70 legiones, conformadas por íncubos. Tiene rostro de leopardo, torso de hombre, patas de macho cabrío, cola de escorpión y alas de cuervo. Está envuelto por exquisitas fragancias, que despiertan el apetito sexual en las mujeres, y tiene el don de la palabra galante, mediante la cual envuelve a sus víctimas. Tiene por misión seducir a las mujeres, haciéndoles creer que son las más hermosas, e incitarlas a mostrase desnudas en un baile demoniaco durante el Sabbath o al libertinaje y la orgía, con el propósito de exacerbar el deseo carnal en los hombres, procurando que se efectué el acto de la fornicación entre los dos sexos.
Wilfried de Regensburg en Atrium Infernalis in Pandemonium menciona como en 1357 sedujo a una mujer de nombre Sylvia, esposa de Günther, un modesto comerciante en la ciudad de Augsburgo en el ducado de Baviera, convenciéndola a mostrarse desnuda ante un grupo muy nutrido de clientes, con la promesa de que tras esto, ellos comprarían todo lo que su marido quisiera y al precio que éste fijara. Silvya, movida por la ambición, hizo caso a Sidragaso y se exhibió ante ellos, quienes dominados por la lujuria, no sólo contemplaron su desnudez, sino copularon con ella. Tras este acto orgiástico, Günther amasó una fortuna, cumpliéndose lo que a Sylvia se le había prometido. Sin embargo, a los nueve meses ella concibió a un niño por completo deforme y de aspecto repugnante, además de que ella murió en el parto. Basada en el texto de Wilfried de Regensburg, se encuentra publicada, de manera electrónica, la leyenda Sidragaso. El placer de la tentación, del escritor mexicano Juan Manuel Pérez García.
Sidragaso es también conocido por los nombres de Bitru o Sytry. Como Bitru aparece en El diccionario Infernal de Collin de Plancy, donde se le reconoce como Gran Príncipe de los Infiernos y se dice que tiene forma de leopardo y alas de grifo. Según este ocultista y demonólogo francés puede también adoptar la forma humana, con una apariencia hermosa y muy atractiva. Posee una aguda intuición que le permite descubrir los secretos de las mujeres, para siempre ponerlas en ridículo. Incita también a cometer actos de homosexualidad y bisexualidad. No confundir con Bitru, el personaje perteneciente al folclore de Cataluña, creado por Jaume Paris y Cristina Martin en la obra LA PEDRA DEL DIABLE Llegenda apòcrifa de Parets del Vallès (enlace roto disponible en Internet Archive; véase el historial, la primera versión y la última). en 1998. Como Sytry aparece en Goetia: La llave menor del Rey Salomón, donde se describe y se dice básicamente lo mismo, que ya se ha mencionado en relación a Bitru; la única diferencia es que en este texto se le da el título sólo de Príncipe. A últimas fechas, la tradición popular le atribuye, sin ningún fundamento, ser el principal responsable del crecimiento que ha tenido la pornografía en Europa.